# 子洪水库
子洪水库是中国山西省晋中市祁县境内的一座水库，位于昌源河上，建于1972年。水库正常库容为410万立方米，集雨面积为576平方千米，海拔为862米。